# Arcosoli

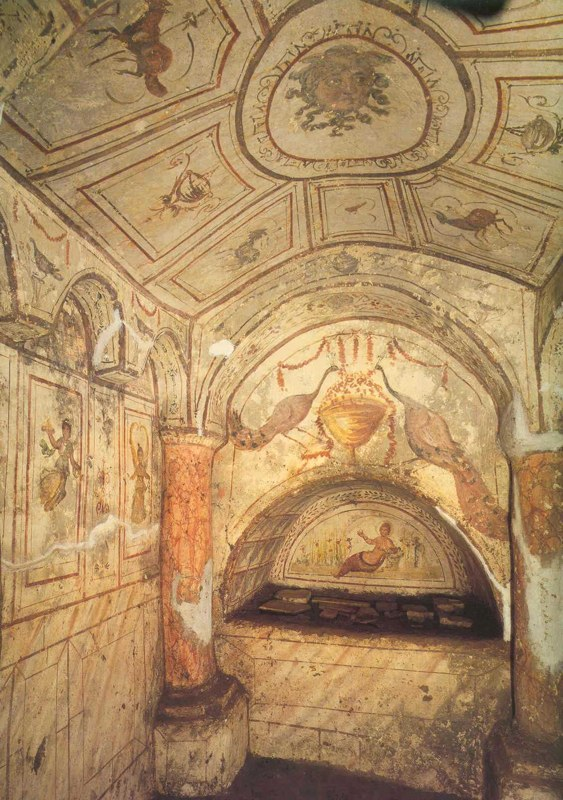
Arcosoli del cubiculum de Tellus, hipogeu de la Via Dino Compagni, Roma

Arcosoli (del llatí arcus, 'arc', i solium, 'sepulcre, sarcòfag') és un terme arquitectònic aplicat a un buit en un arc que es va començar a usar com a lloc d'enterrament dins de catacumbes.

## Característiques
L'arcosoli era una tomba, en forma de volta, destinada a personatges notables com sants o màrtirs. En aquestes tombes, la part més ampla o galeria amb arcosolis, servia de capella funerària. Les capelles sovint estaven decorades amb pintures murals i escultures. Es van utilitzar amb bastant freqüència durant el segle iii a Roma.
A partir del segle xiii, es torna a utilitzar aquest tipus de tombes, situades ara a les parets de les esglésies. El nínxol en el qual s'introdueix el sarcòfag té ara forma d'arc ogival i, posteriorment, amb l'arribada del Renaixement, d'arc de mig punt. Pel que fa al sarcòfag, sobre la seva tapa es col·loca, a partir d'un moment donat, l'embalum jacent del difunt; en casos excepcionals, l'embalum es representa en posició orant. En els estils gòtic flamíger, plateresc,  renaixentista i manierista, l'arcosoli es decora amb gran profusió de detalls.
Fou Domenico Fancelli qui recupera aquesta tipologia i, com a exemple, a l'estat espanyol, es pot esmentar el monument funerari que va realitzar per a Diego Hurtado de Mendoza i Quiñones, que es troba a la catedral de Sevilla. Va ser realitzat a Itàlia, traslladat i muntat per peces. Dos dels millors sepulcres sota arcosoli espanyols són els del sepulcre d'Alfons de Castella, germà d'Isabel la Catòlica, que va ser realitzat al segle XV per Gil de Siloé a la cartoixa de Miraflores, i el del Doncel de Sigüenza, que es troba a la catedral de Sigüenza.